# Lissopimpla basalis
Lissopimpla basalis là một loài tò vò trong họ Ichneumonidae.